# An Hải (xã)
An Hải là một xã thuộc huyện Ninh Phước, tỉnh Ninh Thuận, Việt Nam.

## Địa lý
Xã An Hải nằm ở phía đông huyện Ninh Phước, có vị trí địa lý:
- Phía đông giáp biển Đông
- Phía tây giáp thị trấn Phước Dân và các xã Phước Hải, Phước Thuận
- Phía nam giáp huyện Thuận Nam
- Phía bắc giáp thành phố Phan Rang – Tháp Chàm.

Xã có diện tích 21,70 km², dân số năm 2019 là 15.468 người, mật độ dân số đạt 714 người/km².

## Hành chính
Xã An Hải được chia thành 7 thôn: An Thạnh 1, An Thạnh 2, Hòa Thạnh, Long Bình 1, Long Bình 2, Tuấn Tú.

## Lịch sử
Sau năm 1975, địa bàn xã An Hải hiện nay là xã Phước Tân thuộc huyện An Phước, tỉnh Thuận Hải.
Ngày 27 tháng 4 năm 1977, Hội đồng Chính phủ ban hành Quyết định 124-CP. Theo đó, giải thể huyện An Phước, địa bàn sáp nhập vào các huyện An Sơn và Ninh Hải; xã Phước Tân thuộc huyện Ninh Hải.
Ngày 13 tháng 3 năm 1979, Hội đồng Chính phủ ban hành Quyết định 104-CP. Theo đó, đổi tên xã Phước Tân thành xã An Hải.
Ngày 1 tháng 9 năm 1981, Hội đồng Bộ trưởng ban hành Quyết định số 45-HĐBT. Theo đó:
- Sáp nhập thôn An Long thuộc xã An Hải vào phường Đạo Long thuộc thị xã Phan Rang – Tháp Chàm
- Chuyển xã An Hải về huyện Ninh Phước mới thành lập.